# Лопатина (Пермский край)
Лопатина — деревня в Кудымкарском районе Пермского края. Входила в состав Степановского сельского поселения. Располагается на левом берегу реки Иньвы восточнее от города Кудымкара. Расстояние до районного центра составляет 8 км. По данным Всероссийской переписи населения 2010 года, в деревне проживало 125 человек (62 мужчины и 63 женщины).

## История
По данным на 1 июля 1963 года, в деревне проживало 247 человек. Населённый пункт входил в состав Сервинского сельсовета.